# Карл Томас Моцарт
Карл Томас Моцарт (нім. Carl Thomas Mozart; 21 вересня 1784, Відень — 31 жовтня 1858, Мілан) — австрійський піаніст, другий син і старший з двох виживших синів композитора Вольфганга Амадея Моцарта і його дружини Констанції.

## Біографія
Карл Томас Моцарт народився 21 вересня 1784 року в Відні. Освіта після смерті батька отримував у Празі, куди був відправлений з молодшим братом в семирічному віці; його наставниками були Франтішек Ксавер Нимечик і Франтішек Ксавер Душек, завдяки яким він став талановитим піаністом. Однак ще до завершення свого навчання він в 1797 році, коли йому було чотирнадцять років, поїхав в Ліворно, щоб стати учнем в торговій фірмі.
В наступні роки він планував відкрити магазин фортепіано, але з фінансових причин цей проект провалився. В 1805 році він переїхав до Мілана, де вивчав музику під керівництвом директора Міланській консерваторії і композитора Боніфаціо Азіолі, який взяв його в учні за рекомендацією Йозефа Гайдна. У перші два роки Карл Томас показував великі успіхи, але на третьому році фактично відмовився від музичної кар'єри і в 1810 році кинув навчання, ставши спочатку перекладачем в Ломбардії, що перебувала тоді під управлінням французької адміністрації. Після включення території до складу Австрійської імперії в 1815 році став чиновником в австрійському фінансовому управлінні та державній бухгалтерії в Мілані (місто в той час був під австрійським контролем) і також служив перекладачем на італійську мову в штаті австрійської судової палати; вів досить скромне життя. У серпні та вересні 1820 року його відвідував його брат Франц Ксавер Вольфганг Моцарт, в 1825 році він зустрічався зі своєю матір'ю в Мілані, побачивши її знову в 1836 році в Зальцбурзі. В період своєї кар'єри чиновника продовжував працювати офіційним перекладачем з і на італійську для фінансового управління. Володів будинком у селі Каверсаччо в Вальмореа, Комо, цінуючи місцеву красу, їжу і воду. Цей будинок він заповідав місту, про що зазначено у встановленій на честь нього меморіальній дошці. У міській ратуші зберігається копія його заповіту.
До своєї смерті в Мілані часто відвідував різні заходи, пов'язані з його батьком. Так, в 1842 році він взяв участь у відкритті пам'ятника Моцарта в Зальцбурзі і в 1856 році — там же в урочистостях з нагоди 100-річчя з дня народження його батька як почесним гостем. У 1844 році наявні в його розпорядженні манускрипти, фрагменти, бібліотеку і клавікорд, успадковані від Батька, Він заповідав відкрився 22 квітня 1841 за ініціативою жителів М. Зальцбурга і за участю його матері Моцартеуму.
Як і його брат, Карл Томас ніколи не був одружений і не мав дітей, тому з його смертю пряма лінія Моцартів обірвалася.

## Родина

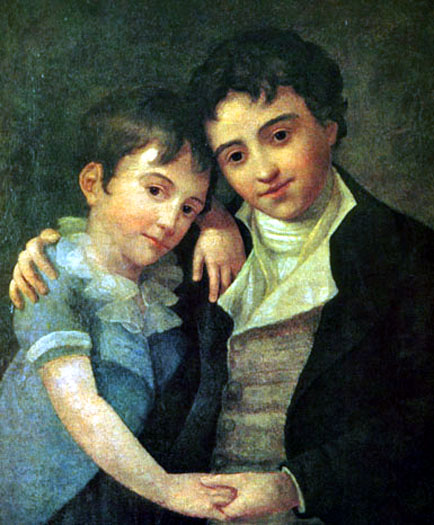
Карл на портреті 1798 року з братом Францем.

- Батько Вольфганг Амадей Моцарт
- Мати Констанція Моцарт

#### Брати і сестри
- Раймунд Леопольд (17 червня-19 серпня 1783)
- Карл Томас Моцарт (21 вересня 1784-31 жовтня 1858)
- Йоганн Томас Леопольд (18 жовтня-15 листопада 1786)
- Терезія Констанція Адельгейда Фрідеріка Марія Анна (27 грудня 1787-29 червня 1788)
- Анна Марія (б/д 16 листопада 1789)
- Франц Ксавер Вольфганг Моцарт (26 липня 1791-29 липня 1844)